# Ohrum
Ohrum település Németországban, azon belül Alsó-Szászország tartományban. Lakosainak száma 602 fő (2023. december 31.). Ohrum Wolfenbüttel, Denkte és Kissenbrück községekkel határos.

## Népesség
A település népességének változása:
| Lakosok száma | 629  | 624  | 634  | 608  | 603  | 602  |
|               | 2016 | 2017 | 2019 | 2021 | 2022 | 2023 |